# 四宝山街道
四宝山街道，是中华人民共和国山東省淄博市张店区下辖的一个乡镇级行政单位。

## 行政区划
四宝山街道下辖以下地区：
李家社区、花山社区、华瑞园社区、魏家社区、南营社区、北营社区、王东社区、青龙社区、王北社区、王南社区、南石社区、刘东社区、刘西社区、小庄社区、闫桥社区、华侨城社区、亚运村社区、时代社区、新空间社区、荷香园社区、鲁厦花园社区、尚庄村、街子村、解庄村、曹一村、曹二村、曹三村、北马庄村、隽山村、江西道村、榆林村、彭官村、万盛村、凤凰村、军屯村、迎仙村、东张村、东吕村、赵庄村、北石村、朱庄村、丁庄村、马店村、王埠村、辛曹村、郭家村、杨楼村、闫高村、韩庙村、甘家村、罗斜村、刘斜村、小官村、卫固村、付山村、大河南村、北河南村、西尹村、孙庄村、南岭村、太平村、小寨村、东尹村和北岭村。